# Czas nadziei
Czas nadziei – polski film obyczajowy z 1987 roku, w reżyserii Romana Wionczka.

## Opis fabuły
Kontynuacja antysolidarnościowego filmu Godność z 1984 r. Akcja filmu rozgrywa się na początku stanu wojennego. W zakładzie "Metalpol" trwa strajk. Komuniści internują mecenasa Franczuka, doradcę zakładowej Solidarności. Szostak, który kilkanaście dni temu został wywieziony z zakładu na taczkach jako łamistrajk, chce wrócić do pracy. Okazuje się to jednak zadaniem bardzo trudnym, by nie powiedzieć niemożliwym.

## Obsada aktorska
- Jerzy Aleksander Braszka (Karol Szostak)
- Halina Kossobudzka (Szostakowa)
- Magdalena Celówna (Bożena Rzewińska, córka Szostaków)
- Edward Sosna (Waldemar Rzewiński, zięć Szostaków)
- Bogusław Sar (Jędrek Szostak, syn Szostaków)
- Piotr Krasicki (Marcin Rzewiński, wnuk Szostaków)
- Wieńczysław Gliński (dotychczasowy dyrektor "Metalpolu")
- Wirgiliusz Gryń (oficer MO)
- Janusz Kłosiński (Włodek, kolega Szostaka)
- Andrzej Krasicki (towarzysz Miciński z KW)
- Edward Kusztal (Zygmunt, zastępna przewodniczącego Komitetu Zakładowego "Solidarności")
- Kazimierz Meres (ksiądz),
- Józef Nalberczak (pułkownik, komisarz wojskowy "Metalpolu")
- Wiesław Nowosielski (kapitan, komisarz wojskowy "Metalpolu")
- Witold Pyrkosz (nowy dyrektor "Metalpolu")
- Tadeusz Hanusek (uczestnik zebrania komitetu zakładowego PZPR)
- Tomasz Zaliwski (Stanisław Boroń)